# Andrea (komedia)
Andrea (fr. Andréa) – komedia Victoriena Sardou ogłoszona w 1873.

## Treść
Andrea, hrabina Töplitz jest osobą niezwykle niewinną i cnotliwą. Ponieważ sama jest niezdolna do zdrady małżeńskiej, nie przychodzi jej do głowy, że mógłby się tego dopuścić jej mąż (Stefan), aż do momentu, kiedy jubiler przynosi zamówioną przez Stefana w niejasnych okolicznościach bransoletę. Andrea po raz pierwszy w życiu odczuwa zazdrość, która pcha ją do desperackich kroków: w przebraniu szwaczki ukrywa się w loży kochanki swego męża - baletnicy Stelli. Gdy dowiaduje się, że kochankowie planują schadzkę, postanawia błagać o pomoc dyrektora policji, aby do tego nie dopuścić.  

## Adaptacja
W 1885 w Madison Square Theatre (Broadway) wystawiono anglojęzyczną sztukę pt. Anselma opartą na motywach Andrei Victoriena Sardou. Autorem adaptacji był Leander Richardson.

## Ekranizacja
- Andreina (1917) - film niemy produkcji włoskiej. Reżyseria: Gustavo Serena[4].

## Andreaw Polsce
Utwór przełożył na język polski Stanisław Kremer. Premiera odbyła się w teatrze krakowskim w 1874 r.